# Брустад, Георг
Георг Антониус Брустад (норв. Georg Antonius Brustad; 23 ноября 1892, Кристиания — 17 марта 1932, Осло) — норвежский гимнаст и боксёр, бронзовый призёр летних Олимпийских игр 1912 года по гимнастике в командном первенстве по шведской системе. Позднее боксёрский тренер и судья, а также писатель.

## Биография
В своей гимнастической карьере Брустад стал бронзовым призёром в соревнованиях по спортивной гимнастике (шведская система) в составе сборной Норвегии. Выступал за команду Осло.
В качестве боксёра он провёл 22 боя на профессиональном уровне, побеждал на чемпионатах Норвегии 1916 (средний вес), 1917 и 1918 годов (тяжёлый вес). В 1920-е годы стал тренером, под его руководством тренировались Пит Санстоль, Отто фон Порат, Эдгар Кристенсен, Хокон Хансен, Сверре Сорсдаль, Оге Стеен, Йоханнес Рёме и другие. Был главным тренером сборной Норвегии на Олимпиадах 1920 и 1924 годов, позднее работал судьёй.
Брустад также был редактором журнала Atletjournalen, писал статьи в журнале Idrætsliv. Соавтор книг о боксе: Træningsboken (1918), Boxedommeren (1922), Idrætsboken (1923), Boksning (1924).